# La Massona i la Llarga
La Massona i la Llarga són dues llacunes litorals localitzades al municipi de Castelló d'Empúries.
Antigament havien estat els desguassos de l'estany de Sant Pere sobre la maresma progradant, però foren aïllades després
de la dessecació. La làmina d'aigua superficial està regulada per una comporta que dona a l'estany Sirvent. Donada aquesta alteració del cicle d'inundació, les comunitats halòfiles es veuen progressivament desplaçades per d'altres d'helofítiques.
Les jonqueres halòfiles de Juncus maritimus (hàbitat d'interès comunitari, codi1410) i els salicornars (hàbitat d'interès comunitari, codi 1420) ocupen les zones més allunyades de l'aigua. Arran d'aigua, els canyissars són la comunitats més dominant. Per acabar, a la platja, es localitzen dunes de diferents tipus: dunes litorals fixades amb comunitats del Crucianellion maritimae i dunes movents del cordó litoral amb borró (Ammophila arenaria) (hàbitats d'interès comunitari, codis 2210 i 2120,respectivament). Les llacunes per si mateixes, també constitueixen un hàbitat d'interès comunitari prioritari (codi 1150). Hi ha també l'hàbitat d'interès comunitari 1320 Espartinars.
La titularitat pública i la gestió com a Reserva Natural Integral han permès la recuperació dels hàbitats que defineixen la
zona. No obstant, la presència d'una població estacional massificada i les activitats turístiques i de serveis associades
als mesos d'estiu, fan que alguns hàbitats es vegin alterats, essencialment els costaners. L'estabilització dels paràmetres ambientals és suficient en la majoria dels casos per a la recuperació i manteniment d'aquests hàbitats. S'inclou també, dins dels límits de la zona humida de la Massona i la Llarga, una peça força naturalitzada de l'estany Sirvent, al nord del càmping que limita amb la zona humida.
L'espai presenta diverses figures de protecció. Forma part del Parc Natural dels Aiguamolls de l'Empordà i s'inclou
també dins l'espai del PEIN i la Xarxa Natura 2000 ES0000019 Aiguamolls de l'Empordà. A més, pertany a la Reserva natural integral II, de "Les Llaunes".